# Rhoptromyrmex wroughtonii
Rhoptromyrmex wroughtonii är en myrart som beskrevs av Auguste-Henri Forel 1902. Rhoptromyrmex wroughtonii ingår i släktet Rhoptromyrmex och familjen myror. Inga underarter finns listade i Catalogue of Life.

## Bildgalleri

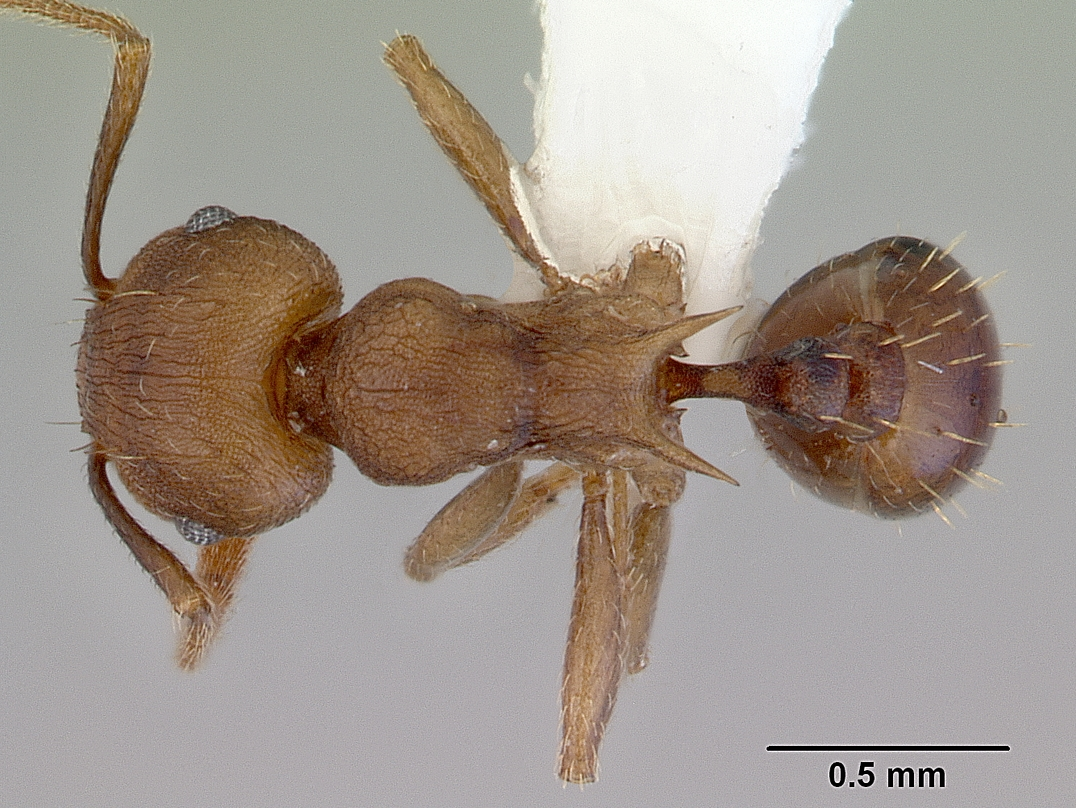
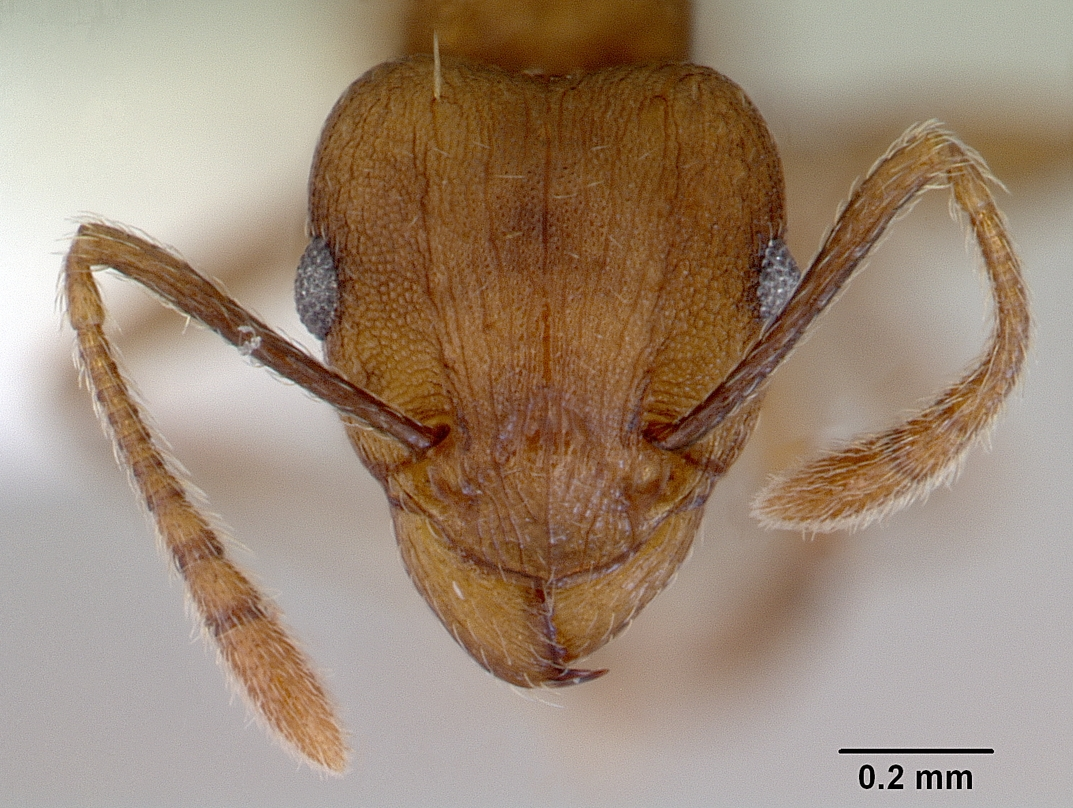
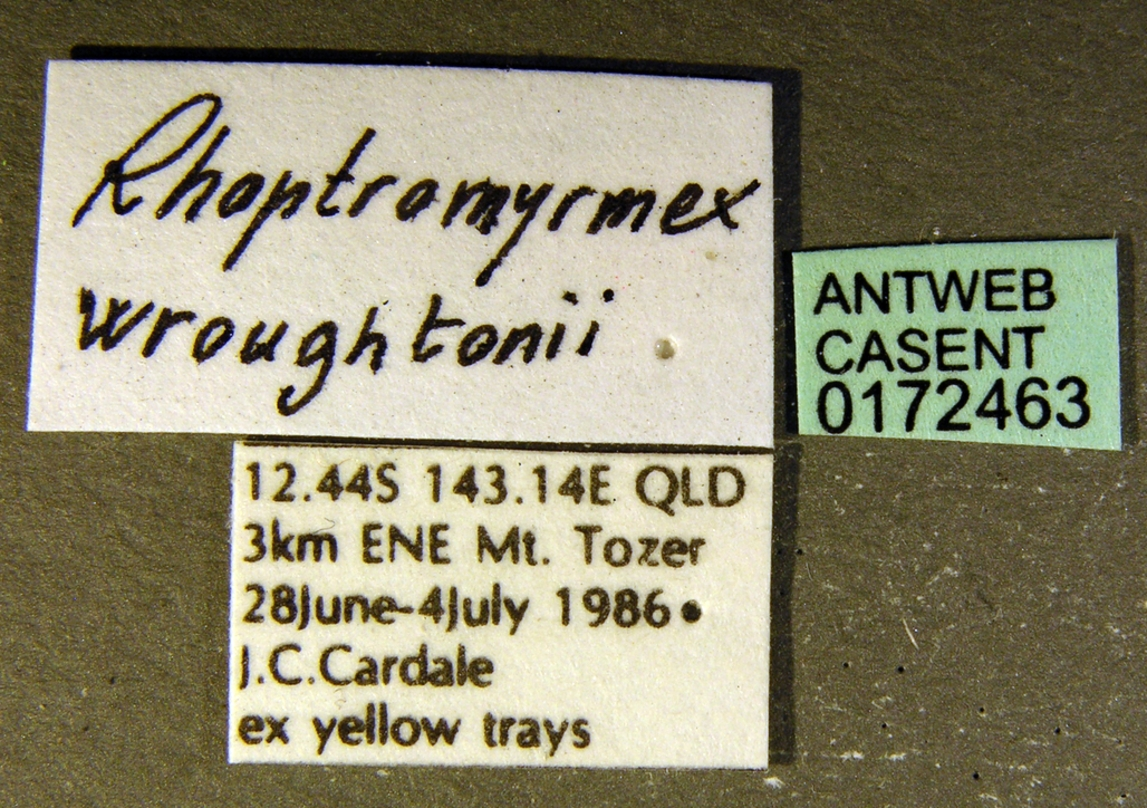
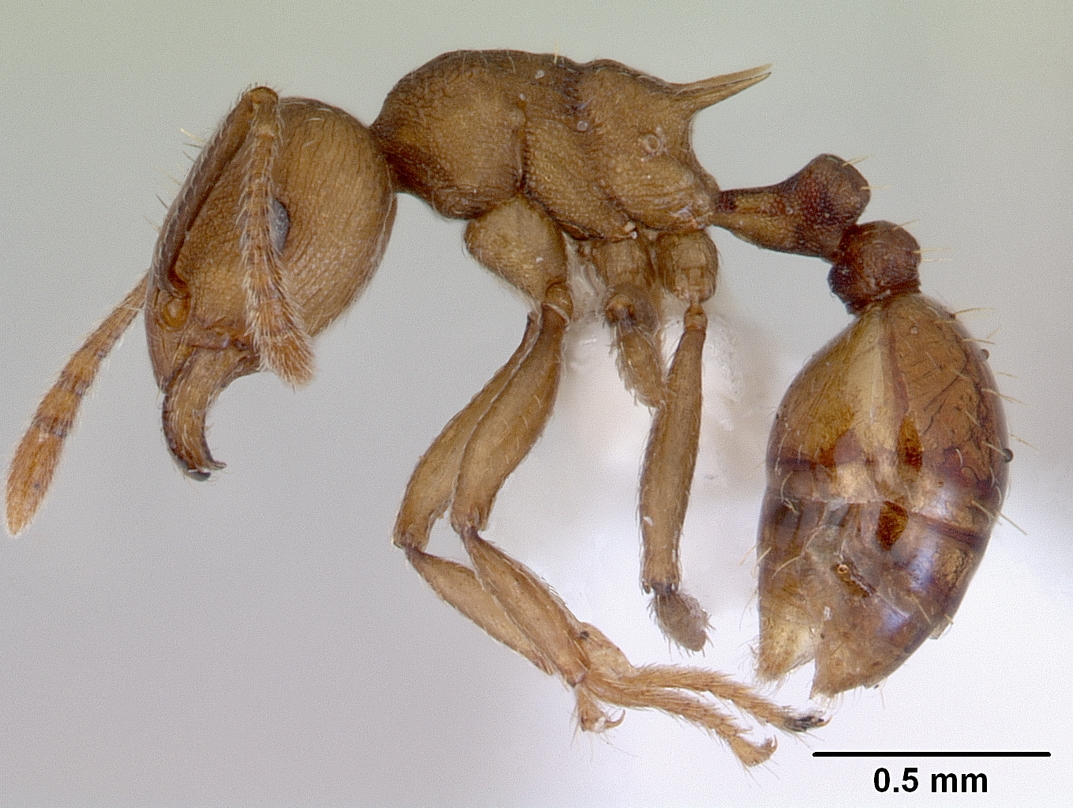